# Bradley Beal
Bradley Emmanuel Beal (St. Louis, 28 giugno 1993) è un cestista statunitense, professionista nella NBA con i Los Angeles Clippers.

## Carriera

### High school
Beal ha frequentato la Chaminade College Preparatory School di St. Louis. Ha gareggiato nel 2010 al FIBA Under-17 World Championship con gli USA, mantenendo una media di 18 punti a partita e arrivando alla vittoria finale. Durante il suo anno da senior ha avuto una media di 32,5 punti a partita e 5,7 rimbalzi e 2,8 palle rubate. Nel 2011 è stato nominato Gatorade National Player of the New Year.

### College
Il 30 novembre 2009 ha accettato una borsa di studio per frequentare la University of Florida, dove ha giocato per la squadra maschile dei Florida Gators. Nella sua prima partita ufficiale ha realizzato 14 punti. È stato nominato SEC Freshman of the Week il 28 novembre 2011. Beal ha vinto altri cinque SEC Freshman of the Week ed è stato nominato nel SEC All-Freshman Team.
Il 13 aprile 2012 annuncia di voler rinunciare alla sua stagione da sophomore per rendersi eleggibile al Draft NBA 2012.

### NBA

#### Washington Wizards

##### Prime stagioni (2012-2014)

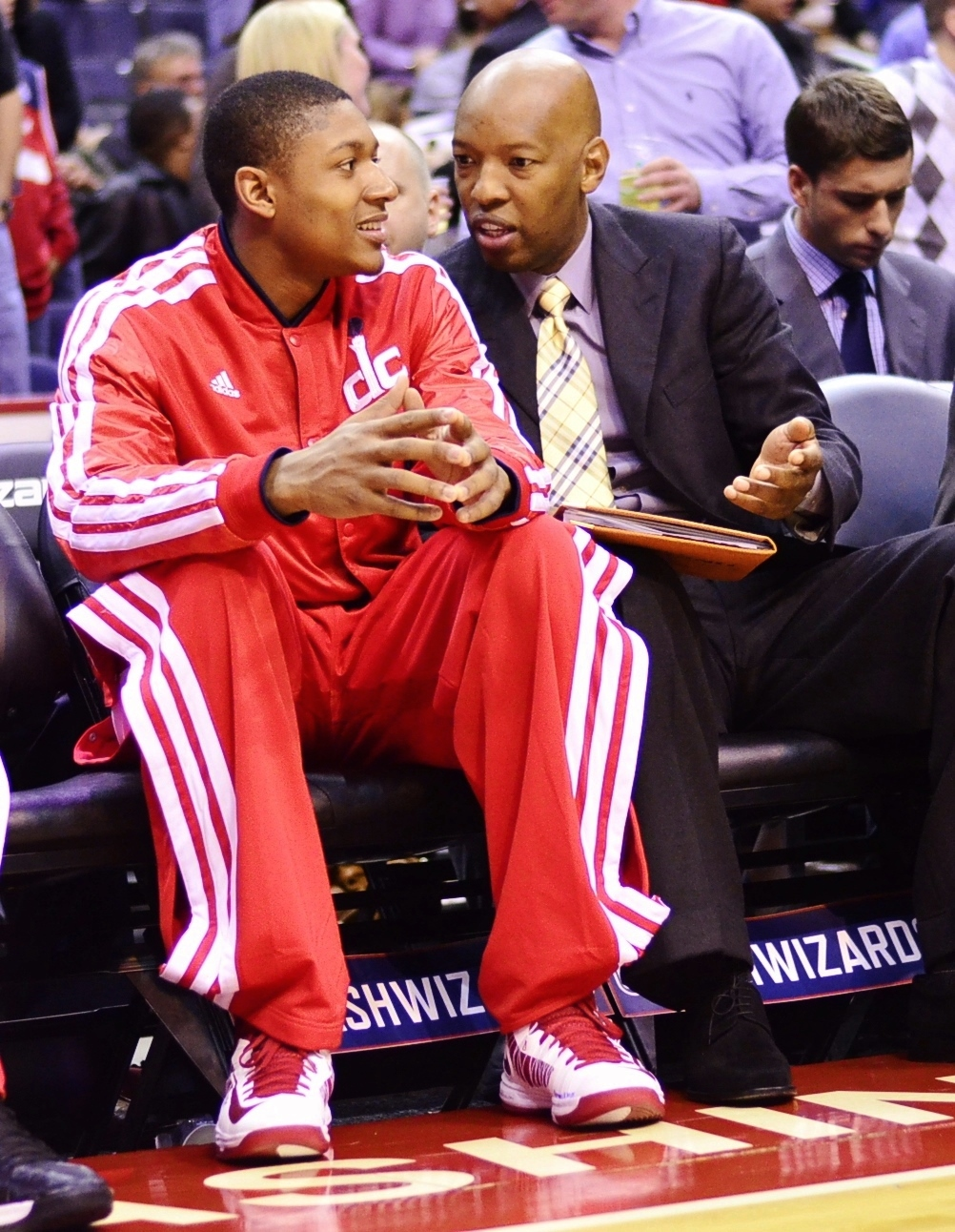
Beal e il vice allenatore Sam Cassell nel 2012

Il 28 giugno 2012, giorno del suo diciannovesimo compleanno, è stato selezionato al draft NBA dai Washington Wizards con la terza scelta assoluta. Ha debuttato con la maglia della capitale il 30 ottobre 2012 nella sconfitta contro i Cleveland Cavaliers, mettendo a referto 8 punti, 3 assist, 3 rimbalzi e 1 rubata. Beal è stato nominato rookie del mesedella Eastern Conference a dicembre 2012 e gennaio 2013, e ha partecipato alla Rising Stars Challenge dell'All-Star Weekend a febbraio 2013. Un infortunio alla gamba destra lo ha tenuto fuori l'ultima parte della stagione, terminata senza playoff per i Wizards. Al termine della stagione è stato inserito nell'All-Rookie First Team e si è posizionato terzo nella votazione per il premio di matricola dell'anno.
Il 10 novembre 2013 Beal ha segnato il suo record di punti in una singola partita, con 34 punti nella sconfitta contro gli Oklahoma City Thunder. Ha poi migliorato questo record il 12 febbraio 2014 segnandone 37 contro i Memphis Grizzlies. Lo stesso mese ha partecipato all'All-Star Weekend nel Three-point Shootout, diventando il più giovane nella storia dell'evento. Qualificatosi secondo, Beal è stato battuto nella sfida finale dall'italiano Marco Belinelli. Ad aprile ha esordito ai playoff con i suoi Wizards, incontrando i Chicago Bulls al primo turno. Passati alle semifinali di Conference, i Wizards hanno incontrato la testa di serie dell'Est, gli Indiana Pacers, che li hanno battuti in sei gare.

##### Stagioni segnate dagli infortuni (2014-2016)

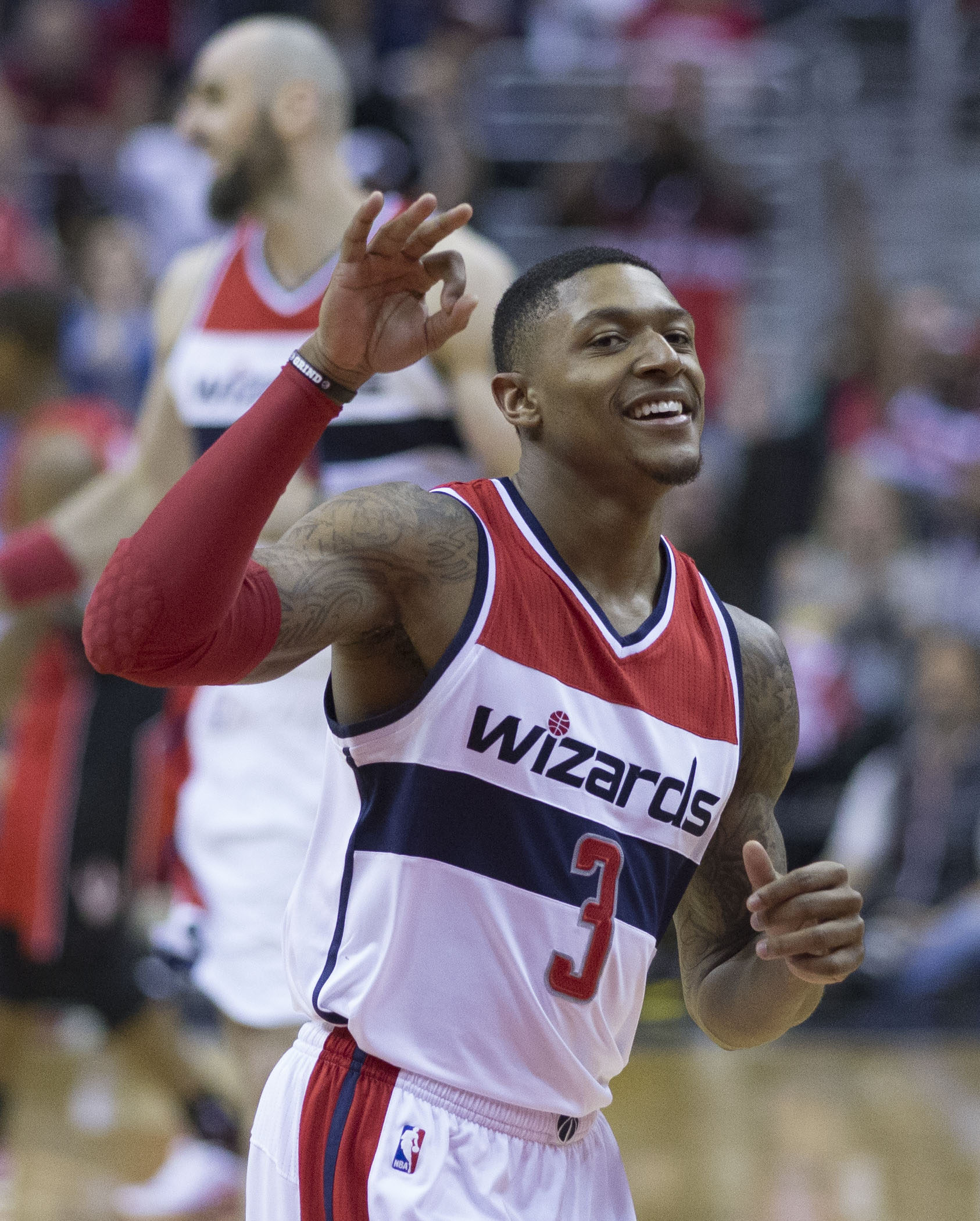
Beal nell'aprile 2015

Una frattura al polso sinistro ha tenuto fuori Beal per le prime nove partite della stagione 2014-2015. Rientrato in campo il 19 novembre 2014, Beal ha segnato 21 punti partendo dalla panchina nella sconfitta contro i Dallas Mavericks. A febbraio 2015 si è infortunato all'alluce destro e dei test successivi hanno rivelato una lieve frattura da stress del suo perone destro. Dopo aver saltato otto partite, è tornato in campo il 28 febbraio nella vittoria contro i Detroit Pistons. Ai playoff 2015, dopo aver sconfitto i Toronto Raptors al primo turno, i Wizards sono stati eliminati nuovamente alle semifinali di Conference, in questo caso dagli Atlanta Hawks. Contro gli Hawks, Beal ha stabilito il suo record di punti in una partita dei playoff, prima con i 28 segnati in gara-1, poi con i 34 segnati in gara-4.
La stagione 2015-2016 è stata compromessa dagli infortuni: dopo aver subito un infortunio alla spalla che lo ha tenuto fuori tre partite a novembre 2015, Beal ha saltato un intero mese di gioco, tra dicembre e gennaio, per un infortunio alla gamba destra, per poi tornare indisponibile per tre partite a marzo 2016 a causa di un infortunio al bacino. Ha concluso la stagione in questione con 55 partite giocate, di cui solo 35 da titolare.

##### Anni d'oro (2016-2021)

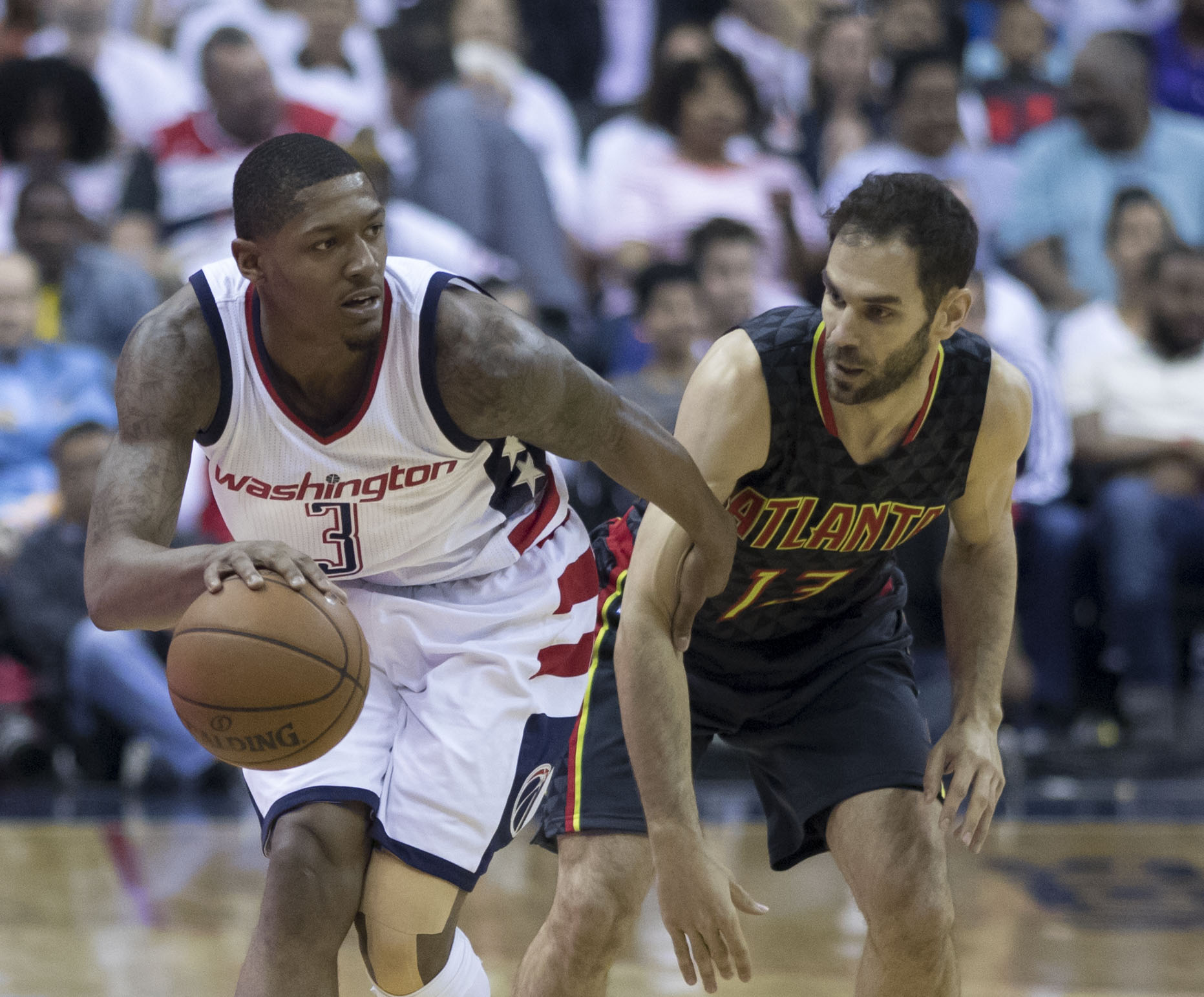
Beal in una partita contro gli Atlanta Hawks del 2017

Il 26 luglio 2016 Beal ha rinnovato con i Washington Wizards per cinque anni a 128 milioni di dollari. Due giorni dopo ha segnato 42 punti in una vittoria ai danni dei Phoenix Suns, stabilendo il suo nuovo record di punti. Il 18 dicembre ha segnato 41 punti in una vittoria contro i Los Angeles Clippers. Il 6 febbraio 2017 ha messo a referto altri 41 punti in una sconfitta contro i Cleveland Cavaliers. Il 24 febbraio ha segnato 40 punti in una sconfitta contro i Philadelphia 76ers. Il 29 marzo 2017, in una sconfitta contro i Clippers, ha raggiunto le 206 triple segnate in stagione, superando Gilbert Arenas e stabilendo un nuovo record di franchigia. Tornati ai playoff, i Wizards hanno affrontato i Boston Celtics in semifinale di Conference. Con la serie sul 3-2 per i Celtics, Beal ha aiutato la squadra a forzare gara-7 con i 33 punti segnati nella vittoria in gara-6. Nonostante i suoi 38 punti, Beal e compagni non sono riusciti a vincere la partita, terminando quindi la loro stagione.

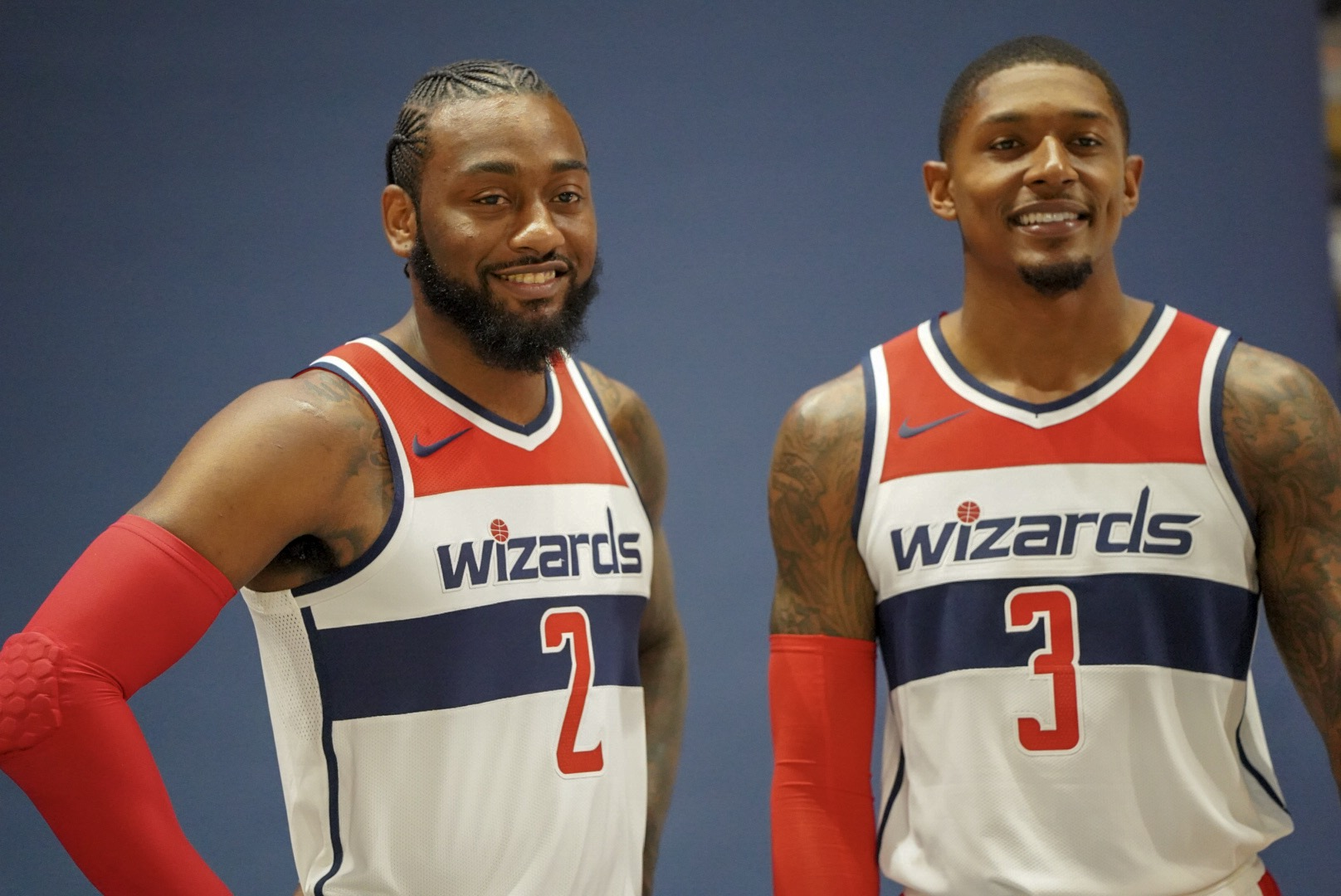
John Wall (a sinistra) e Beal nel 2018

Il 1º novembre 2017, Beal ha segnato 40 punti in una sconfitta contro i Phoenix Suns. Il 20 novembre, a seguito di una vittoria contro i Milwaukee Bucks, Beal è diventato il giocatore più giovane della storia della NBA a raggiungere 700 tiri da tre segnati in carriera. Il 5 dicembre, nella partita vinta contro i Portland Trail Blazers, ha segnato un record personale di 51 punti. Il 31 dicembre 2017 si è reso protagonista nella vittoria dei Wizards contro i Chicago Bulls: Beal ha segnato 39 punti, di cui 17 solo nel quarto quarto, aiutando i suoi a ribaltare gli otto punti di vantaggio dei Bulls all'inizio dell'ultimo periodo. Beal è stato successivamente nominato giocatore della settimana della Eastern Conference. Il 23 gennaio 2018 Beal è stato selezionato per la prima volta nell'All-Star Game. Il 25 gennaio ha segnato 41 punti in una sconfitta contro gli Oklahoma City Thunder. Il 4 marzo ha registrato un doppia doppia da 22 punti e 11 assist in una sconfitta contro gli Indiana Pacers. Ai playoff 2018, i Wizards hanno incontrato i Toronto Raptors al primo turno. Dopo le prime due sconfitte, Beal ha aiutato i suoi a pareggiare la serie sul 2-2 segnando rispettivamente 28 punti e 31 punti in gara-3 e gara-4. La serie è terminata in gara-6 con la quarta sconfitta dei Wizards, nonostante i 32 punti di Beal nell'ultimo incontro.

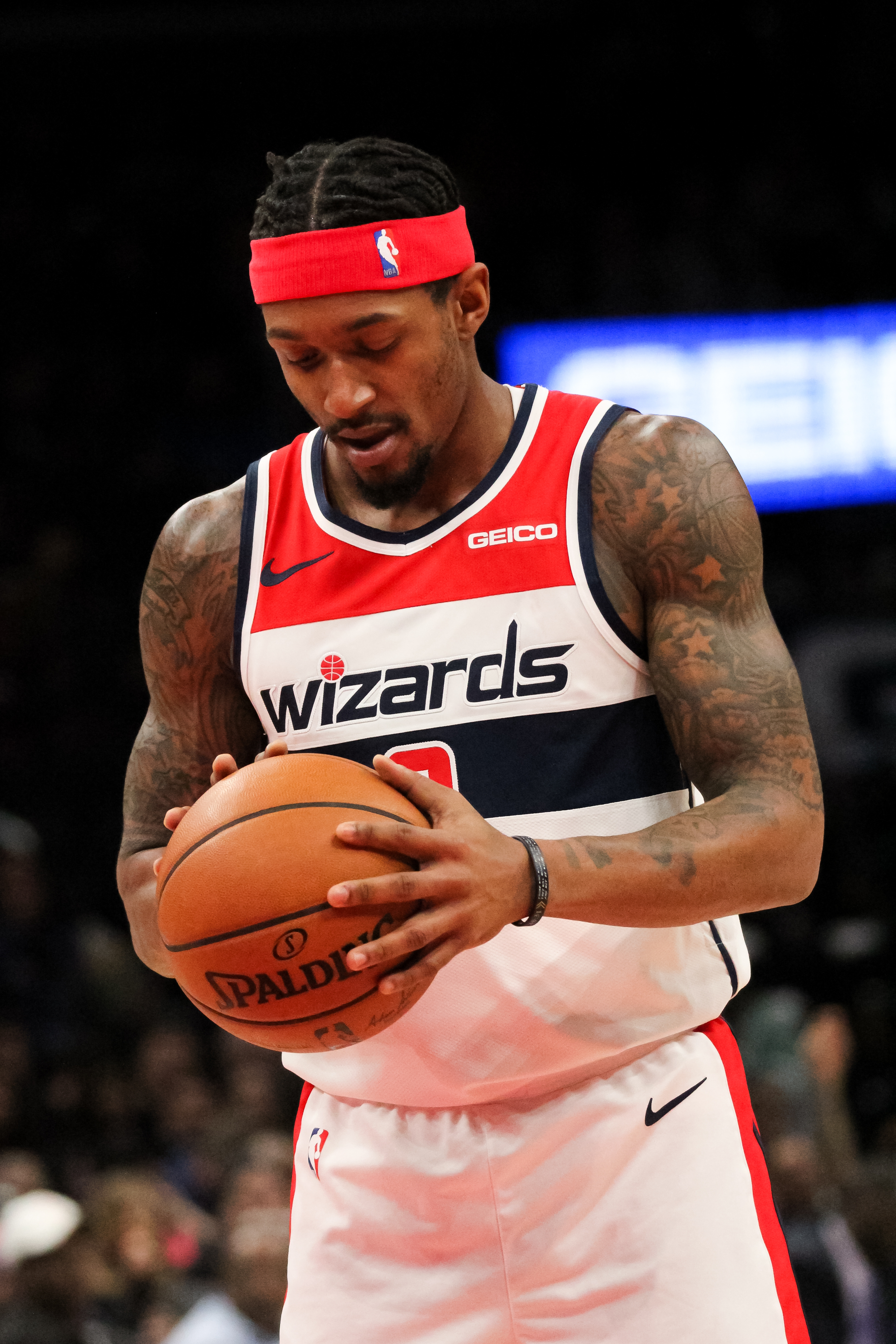
Beal nel 2019

Il 20 ottobre 2018, durante una partita contro i Raptors, Beal ha segnato il suo 869º tiro da tre in carriera, battendo il record di franchigia di Gilbert Arenas. Il 14 novembre successivo, durante una partita contro i Cleveland Cavaliers, Beal ha superato quota 900 triple in carriera, diventando il più giovane della storia della NBA a riuscirci. Il 22 dicembre ha registrato la sua prima tripla doppia in carriera, mettendo a referto 40 punti, 15 assist e 11 rimbalzi in una vittoria con tre tempi supplementari contro i Phoenix Suns. Il 13 gennaio 2019, in una sconfitta contro i Raptors, ha registrato la sua seconda tripla doppia, da 43 punti, 15 assist e 10 rimbalzi. Beal è diventato il primo giocatore della NBA dai tempi di Oscar Robertson a registrare più di una partita da 40 punti, 15 assist e 10 rimbalzi nell'arco di una stagione. Il 31 gennaio è stato annunciato che Beal avrebbe preso parte al suo secondo All-Star Game. Il 22 febbraio ha segnato 46 punti in una sconfitta contro i Charlotte Hornets. Il 15 marzo ha segnato 40 punti in una sconfitta contro gli Hornets. Il giorno seguente ha segnato altri 40 punti, accompagnati da nove triple, nella vittoria contro i Memphis Grizzlies. Successivamente è stato nominato giocatore della settimana della Eastern Conference, per la seconda volta in stagione. Per la seconda stagione consecutiva, Beal ha giocato tutte le 82 partite.
Il 17 ottobre 2019 Beal ha firmato un'estensione biennale con i Wizards da 72 milioni di dollari. Il 30 ottobre 2019 Beal ha registrato 46 punti e 8 assist in una sconfitta contro gli Houston Rockets. A novembre Beal ha segnato 44 punti in due partite consecutive, rispettivamente in una sconfitta contro i Boston Celtics e in una vittoria contro i Minnesota Timberwolves. Il 23 febbraio 2020 Beal ha segnato un record personale di 53 punti in una sconfitta contro i Chicago Bulls, superando Jeff Malone a 11.083 punti tra i migliori marcatori di franchigia. Il giorno seguente ha migliorato il suo record di punti in una partita, segnandone 55 in una sconfitta contro i Milwaukee Bucks. Altri quattro giorni dopo, in una sconfitta contro gli Utah Jazz, Beal ha messo a segno 42 punti e 10 assist. L'11 marzo 2020 è stata annunciata la sospensione della stagione in corso in seguito alla positività al COVID-19 del centro degli Utah Jazz Rudy Gobert. Beal non ha potuto partecipare al riavvio della stagione programmato per luglio 2020 a causa di un infortunio alla spalla, concludendo il 2019-2020 con 57 partite giocate e una media di 30,5 punti a partita.

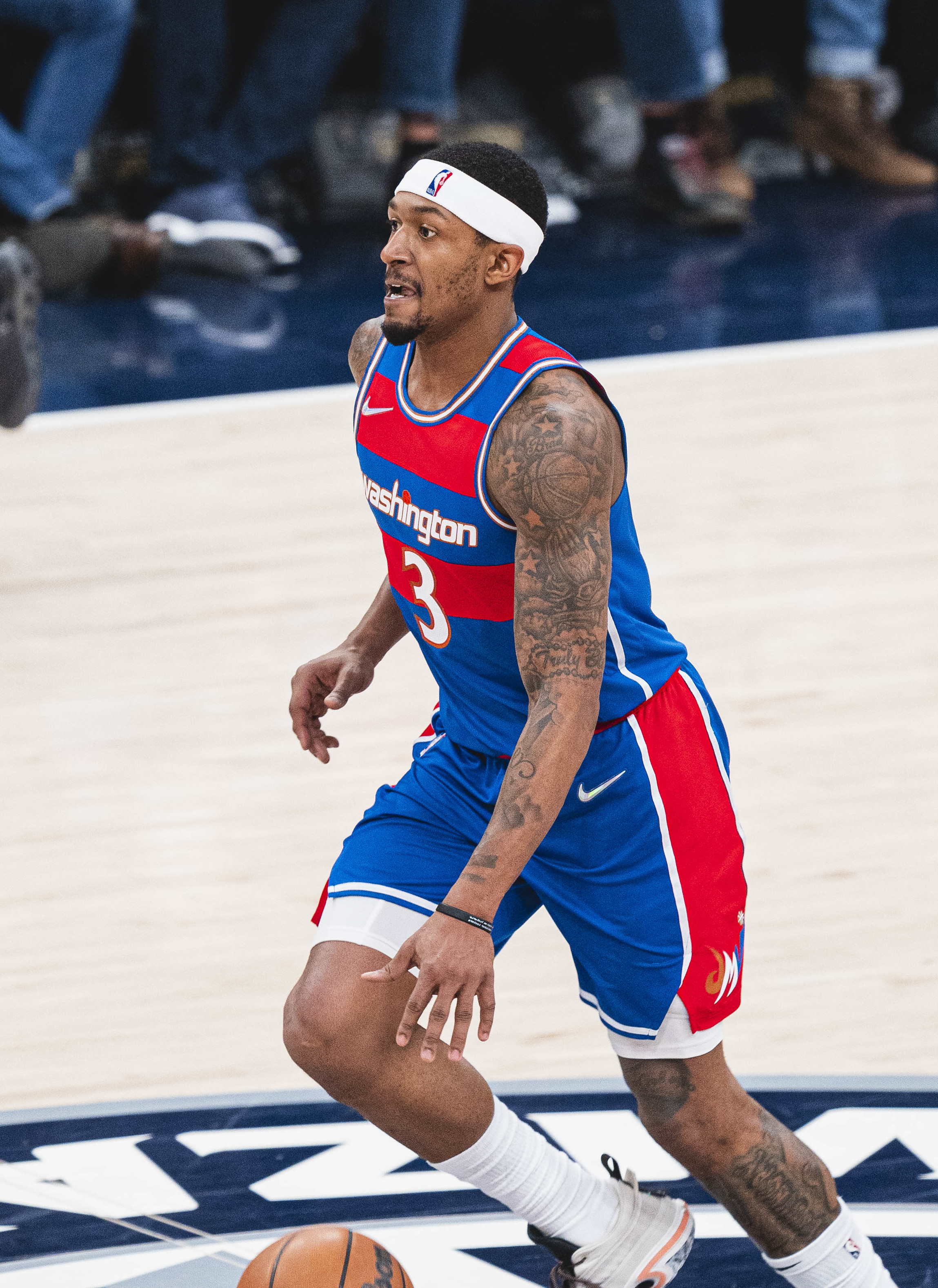
Beal in azione con la maglia dei Wizards nel 2022

La stagione 2020-2021, iniziata il 22 dicembre 2020, è stata la prima di Beal senza John Wall in squadra, sostituito dal playmaker Russell Westbrook. Nelle prime 17 partite della stagione Beal ha segnato almeno 25 punti, diventando il primo a riuscirci dalla stagione 1976-1977. Il 6 gennaio 2021 Beal ha segnato 60 punti in una sconfitta contro i Philadelphia 76ers, stabilendo il suo record personale ed eguagliando il primato di franchigia di Gilbert Arenas per punti segnati in una singola partita. Il 18 febbraio è stato annunciato come titolare dell'All Star Game, sua terza partecipazione all'evento. Terminata la stagione come ottava testa di serie, i Wizards hanno dovuto partecipare ai play-in. Dopo la sconfitta contro i Celtics, si sono assicurati l'ultimo posto disponibile ai playoff battendo gli Indiana Pacers. Tornati ai playoff per la prima volta dal 2018, i Wizards sono usciti al primo turno contro i Philadelphia 76ers. Al termine della stagione Beal è stato nominato per la prima volta nell'All-NBA Third Team.

##### Stagioni di transizione ed epilogo (2021-2023)
L'8 febbraio 2022, dopo aver giocato 40 partite, Beal si è operato al polso sinistro, terminando anzitempo la sua stagione. Il 6 luglio 2022 ha rinnovato con i Washington Wizards firmando un'estensione quinquennale da 251 milioni di dollari. Beal ha terminato la stagione 2022-2023 con 50 partite giocate e senza playoff per il secondo anno consecutivo. Durante l'off-season, Beal e i Wizards hanno iniziato a valutare un eventuale scambio per portare il giocatore in un'altra franchigia.

#### Phoenix Suns (2023-)
Il 24 giugno 2023, insieme a Jordan Goodwin e Isaiah Todd, passa ai Phoenix Suns nell'ambito della trade che porta Chris Paul e Landry Shamet ai Washington Wizards.

## Statistiche
| * | Primo nella lega |

### NCAA
| Anno      | Squadra        | PG | PT | MP   | TC%  | 3P%  | TL%  | RP  | AP  | PRP | SP  | PP   |
| --------- | -------------- | -- | -- | ---- | ---- | ---- | ---- | --- | --- | --- | --- | ---- |
| 2011-2012 | Florida Gators | 37 | 37 | 34,3 | 44,5 | 33,9 | 76,9 | 6,7 | 2,2 | 1,4 | 0,8 | 14,8 |
| Carriera  | Carriera       | 37 | 37 | 34,3 | 44,5 | 33,9 | 76,9 | 6,7 | 2,2 | 1,4 | 0,8 | 14,8 |

#### Massimi in carriera
- Massimo di punti: 22 (2 volte)[67]
- Massimo di rimbalzi: 12 vs Georgia (25 febbraio 2012)
- Massimo di assist: 5 (3 volte)
- Massimo di palle rubate: 3 (3 volte)
- Massimo di stoppate: 3 vs Stettson (28 novembre 2011)
- Massimo di minuti giocati: 45 vs Rutgers (29 dicembre 2011)

### NBA

#### Regular Season
| Anno      | Squadra       | PG  | PT  | MP    | TC%  | 3P%  | TL%  | RP  | AP  | PRP | SP  | PP   |
| --------- | ------------- | --- | --- | ----- | ---- | ---- | ---- | --- | --- | --- | --- | ---- |
| 2012-2013 | Wash. Wizards | 56  | 46  | 31,2  | 41,0 | 38,6 | 78,6 | 3,8 | 2,4 | 0,9 | 0,5 | 13,9 |
| 2013-2014 | Wash. Wizards | 73  | 73  | 34,7  | 41,9 | 40,2 | 78,8 | 3,7 | 3,3 | 1,0 | 0,2 | 17,1 |
| 2014-2015 | Wash. Wizards | 63  | 59  | 33,4  | 42,7 | 40,9 | 78,3 | 3,8 | 3,1 | 1,2 | 0,3 | 17,0 |
| 2015-2016 | Wash. Wizards | 55  | 35  | 31,1  | 44,9 | 38,7 | 76,7 | 3,4 | 2,9 | 1,0 | 0,2 | 16,1 |
| 2016-2017 | Wash. Wizards | 77  | 77  | 34,9  | 48,2 | 40,4 | 82,5 | 3,1 | 3,5 | 1,1 | 0,3 | 23,1 |
| 2017-2018 | Wash. Wizards | 82  | 82  | 36,3  | 46,0 | 37,5 | 79,3 | 4,4 | 4,5 | 1,2 | 0,4 | 22,6 |
| 2018-2019 | Wash. Wizards | 82  | 82  | 36,9* | 47,5 | 35,1 | 80,8 | 5,0 | 5,5 | 1,5 | 0,7 | 25,6 |
| 2019-2020 | Wash. Wizards | 57  | 57  | 36,0  | 45,5 | 35,3 | 84,2 | 4,2 | 6,1 | 1,2 | 0,4 | 30,5 |
| 2020-2021 | Wash. Wizards | 60  | 60  | 35,8  | 48,5 | 34,9 | 88,9 | 4,7 | 4,4 | 1,2 | 0,4 | 31,3 |
| 2021-2022 | Wash. Wizards | 40  | 40  | 36,0  | 45,1 | 30,0 | 83,3 | 4,7 | 6,6 | 0,9 | 0,4 | 23,2 |
| 2022-2023 | Wash. Wizards | 50  | 50  | 33,5  | 50,6 | 36,5 | 84,2 | 3,9 | 5,4 | 0,9 | 0,7 | 23,2 |
| 2023-2024 | Phoenix Suns  | 53  | 53  | 33,3  | 51,3 | 43,0 | 81,3 | 4,4 | 5,0 | 1,0 | 0,5 | 18,2 |
| 2024-2025 | Phoenix Suns  | 53  | 38  | 32,1  | 49,7 | 38,6 | 80,3 | 3,3 | 3,7 | 1,1 | 0,5 | 17,0 |
| Carriera  | Carriera      | 801 | 752 | 34,4  | 46,4 | 37,6 | 82,1 | 4,1 | 4,3 | 1,1 | 0,4 | 21,5 |
| All-Star  | All-Star      | 3   | 1   | 21,7  | 49,6 | 43,3 | 0,0  | 1,0 | 2,3 | 1,0 | 0,0 | 17,0 |

#### Play-off
| Anno     | Squadra       | PG | PT | MP   | TC%  | 3P%  | TL%  | RP  | AP  | PRP | SP  | PP   |
| -------- | ------------- | -- | -- | ---- | ---- | ---- | ---- | --- | --- | --- | --- | ---- |
| 2014     | Wash. Wizards | 11 | 11 | 41,6 | 42,4 | 41,5 | 79,6 | 5,0 | 4,5 | 1,6 | 0,6 | 19,2 |
| 2015     | Wash. Wizards | 10 | 10 | 41,8 | 40,5 | 36,5 | 83,1 | 5,5 | 4,6 | 1,6 | 0,7 | 23,4 |
| 2017     | Wash. Wizards | 13 | 13 | 38,8 | 47,1 | 28,7 | 82,0 | 3,4 | 2,7 | 1,6 | 0,6 | 24,8 |
| 2018     | Wash. Wizards | 6  | 6  | 36,0 | 45,4 | 46,7 | 87,0 | 3,3 | 2,8 | 1,2 | 0,3 | 23,2 |
| 2021     | Wash. Wizards | 5  | 5  | 39,0 | 45,5 | 21,9 | 86,1 | 6,2 | 4,2 | 0,8 | 0,6 | 30,0 |
| 2024     | Phoenix Suns  | 4  | 4  | 38,5 | 44,1 | 43,5 | 80,0 | 2,8 | 4,5 | 0,8 | 0,3 | 16,5 |
| Carriera | Carriera      | 49 | 49 | 39,7 | 44,2 | 35,3 | 82,8 | 4,4 | 3,8 | 1,4 | 0,6 | 22,9 |

#### Massimi in carriera
- Massimo di punti: 60 vs Philadelphia 76ers (6 gennaio 2021)[68]
- Massimo di rimbalzi: 12 (4 volte)
- Massimo di assist: 17 vs Chicago Bulls (1º gennaio 2022)
- Massimo di palle rubate: 6 vs Charlotte Hornets (29 dicembre 2018)
- Massimo di stoppate: 4 (2 volte)
- Massimo di minuti giocati: 55 vs Toronto Raptors (13 gennaio 2019)

## Palmarès
- FIBA Under-17 World Championship MVP (2010)
- McDonald's All-American Game (2011)
- SEC All-Freshman Team (2012)
- First-team All-SEC (2012)
- NBA All-Rookie First Team (2013)
- 3 volte NBA All-Star: 2018, 2019, 2021
- All-NBA Team: 1

Third Team: 2021